# HC Malters
Der Handballclub Malters (kurz HC Malters oder HCM) ist ein Schweizer Handballverein aus Malters, der 1979 gegründet wurde. Der Verein besteht aktuell aus drei Aktiv- und sieben Juniorenmannschaften.
Das erste Frauenteam spielt in der 1. Liga, das beste Herrenteam nach dem Abstieg 2024 in der 3. Liga.